# Yohann Thuram-Ulien
Yohann Geoges Thuram-Ulien (Courcouronnes, Francia, 31 de octubre de 1988) es un futbolista francés de ascendencia guadalupeña. Juega como guardameta en el U. S. Quevilly-Rouen Métropole de la Ligue 2 de Francia y es internacional absoluto con la selección de Guadalupe desde 2016.
Es primo del famoso defensor Lilian Thuram, internacional con la selección de fútbol de Francia y que también empezó su carrera en el AS Mónaco

## Clubes
| Club                               | País       | Año       |
| ---------------------------------- | ---------- | --------- |
| A. S. Mónaco F. C.                 | Francia    | 2008-2010 |
| Tours F. C. (préstamo)             | Francia    | 2010-2011 |
| E. S. Troyes A. C.                 | Francia    | 2011-2013 |
| Standard Lieja                     | Bélgica    | 2013-2016 |
| Charlton Athletic F. C. (préstamo) | Inglaterra | 2014      |
| Le Havre A. C.                     | Francia    | 2016-2019 |
| Le Mans F. C.                      | Francia    | 2019-2020 |
| Amiens S. C.                       | Francia    | 2020-2022 |
| U. S. Quevilly-Rouen Métropole     | Francia    | 2022-     |

## Selección nacional
Representó a Francia a nivel juvenil, actuando con las selecciones sub-20 y sub-21. También jugó en la selección francesa sub-21 de futsal.
Ha sido internacional con la selección de Guadalupe en 10 ocasiones.